# Phenomenon (UFO)
Phenomenon è il terzo album in studio del gruppo musicale britannico UFO, pubblicato nel 1974 dalla Chrysalis Records.

## Tracce
1. Too Young To Know – 3:10
2. Crystal Light – 3:47
3. Doctor Doctor – 4:12
4. Space Child – 4:01
5. Rock Bottom – 6:31
6. Oh My – 2:27
7. Time On My Hands – 4:12
8. Built For Comfort – 3:08
9. Lipstick Traces – 2:20
10. Queen Of The Deep – 5:43

### Bonus track nella versione del 2007
1. Sixteen[3]  – 3:48
2. Oh My[3] – 4:12
3. Give Her the Gun – 3:58
4. Sweet Little Thing – 3:51
5. Sixteen[4]  – 3:55
6. Doctor Doctor[5] – 4:24

## Formazione

### Formazione ufficiale
- Phil Mogg – voce
- Andy Parker – batteria
- Michael Schenker – chitarra
- Pete Way – basso

### Ospiti
- Bernie Marsden – chitarra nelle tracce 13 e 14

## Curiosità
- Gli Iron Maiden hanno registrato una cover di Doctor Doctor (inserita nel singolo Lord of the Flies e nella raccolta Eddie's Archive) e tradizionalmente la eseguono all'inizio delle loro esibizioni per indicare che il concerto sta per iniziare.